# André Zarra
André Zarra ist ein französischer Kameramann.
Zarra fotografierte Mitte der 1960er-Jahre Kurzfilme, unter anderem Le Fossé von Maurice Poli mit Poli selbst und Geneviève Grad. In Deutschland wurde er als Kameramann der erfolgreichen deutschen Mehrteiler Die Lederstrumpferzählungen (1969) von Pierre Gaspard-Huit und Jean Dréville und Der Seewolf von Wolfgang Staudte bekannt. In Frankreich schuf er die Bilder für den Mehrteiler Les Galapiats in der Regie von Gaspard-Huit.
Er führte auch Kamera bei einigen Dokumentarfilmen von Jean Dasque (u. a. Vietnam entlässt seine Kinder) und Filme von Claude Pierson (La Grande Récré, J’ai droit au plaisir, Les Phallocrates) und für Patrick Schulmann (Axel et Zoé s’aiment d’amour tendre und die Body-Switch-Komödie Gib mir meine Haut zurück). Zu seinen weiteren Arbeiten zählt Bernard Guillous Une nuit rêvée pour un poisson banal mit Henri Serre. Seine letzte Arbeit blieb Bernard Fériés mystisches Drama Une petite fille dans les tournesols (1984) mit Claude Jade, das 1985 den Prix des Auteurs erhielt.